# 索布拉爾角
64°33′S 59°34′W / 64.550°S 59.567°W

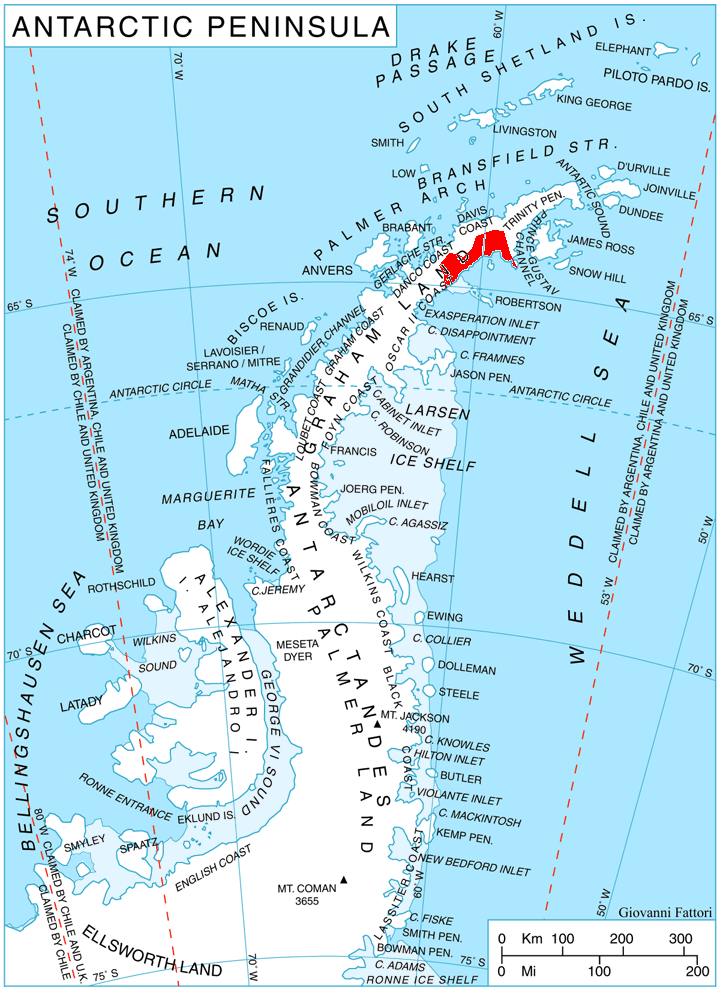

索布拉爾角（英語：Cape Sobral）是南極洲的海岬，位於葛拉漢地東岸，處於索布拉爾半島南端，由瑞典探險隊發現，以阿根廷海軍中尉命名，現時由南極條約體系管理。